# 표트르 팔친스키

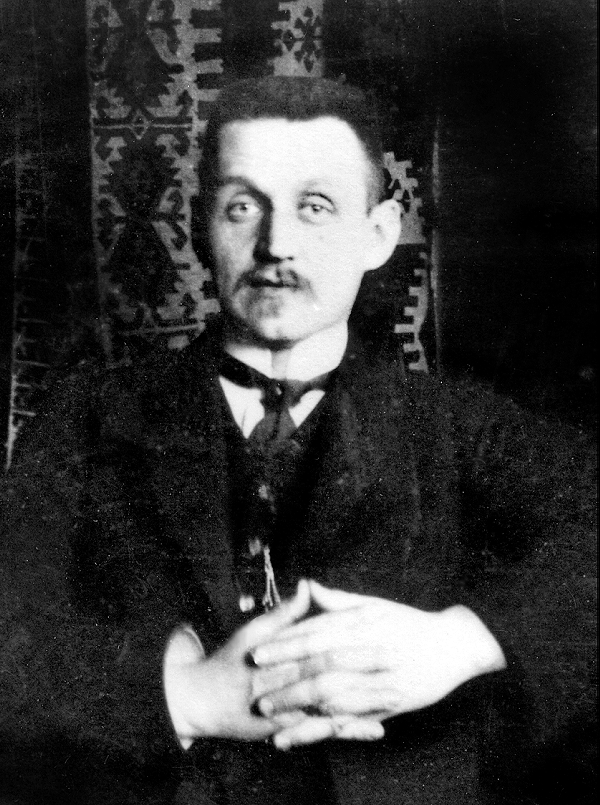

표트르 이오카키모비치 팔친스키(러시아어: Пётр Иоаки́мович Пальчи́нский: 1875년 10월 9일[구력 9월 27일]-1929년 5월 22일)는 러시아의 공학자다.
1875년 러시아 제국 뱟카현 사라풀에서 이오아킴 표도로비치 팔친스키와 알렉산드라 바실례브나 차이코프스카야의 아들로 태어났다. 모친은 혁명가 니콜라이 차이코프스키의 누이였다. 부모 슬하 형제들 중 표트르 팔친스키가 장남이었다. 모친과 형제들과 함께 타타르스탄 볼가강가의 카잔으로 이사했고, 카잔에서 모친과 함께 성장했다. 어려서부터 과학에 관심을 가져 1893년 제정 러시아 최고의 공학 교육기관 중 하나였던 상트페테르부르크의 광업연구원에 입학했다. 대학생 팔친스키는 다른 과학자들과 교류하면서 급진정치를 접하게 되었다. 젊을 때는 표트르 크로포트킨의 영향을 받았고, 소련 성립 이후에도 팔친스키 부부는 크로포트킨의 미망인과 교류했다.
1901년, 돈강 유역의 탄광노동자의 생활환경을 조사하는 사업을 맡았다. 팔친스키는 노동자들의 처참한 생활환경을 그대로 보고했으나 받아들여지지 않았다. 1905년 러시아 혁명이 일어나자 팔친스키는 당시 러시아에서 가장 큰 정당이었던 사회주의혁명당에 관심을 가지게 되었다. 사회주의혁명당에서 팔친스키는 당내 중앙파의 편을 들었고, 당내 좌파를 공격했다. 1905년 팔친스키는 혁명당원들의 시국사건에 연루되었다. 팔친스키가 문제의 운동에 적극적으로 가담했는지, 단순 동조자인지 여부는 사료가 제대로 남아 있지 않아 판단하기 힘들다. 어쨌든 당시 팔친스키는 재판을 받지 않는 대신 외국으로 망명했다. 팔친스키는 런던, 토리노, 로마를 돌아다녔고 1911년 토리노 세계산업박람회에서 광업 부문을 감독하기도 했다.
팔친스키 부부는 8년간의 망명생활을 거쳐 1913년 귀국했다. 제1차 세계대전 당시 팔친스키는 전시산업위원회 부위원장이었다. 1917년 2월 혁명이 일어나자 팔친스키는 러시아 임시정부에서 다양한 공직을 맡았다. 정식 당원은 아니었으나 사회주의혁명당 중앙파와 의견을 같이했고, 독일과의 전쟁을 계속하는 것을 지지했다. 1917년 10월 혁명으로 볼셰비키가 러시아 공화국 정부를 와해시켰을 때 팔친스키는 공화국 정부의 차관급 각료로서 동궁을 마지막까지 방어하다 붙잡혀 투옥되었다.
팔친스키는 처음에는 볼셰비키를 받아들이기 힘들어했으나, 점차적으로 소련에서 추구하는 계획경제, 산업근대화, 과학기술 도입 같은 것들이 자신이 하고자 하는 일과 어울리는 것 같다는 생각을 하게 되었다. 팔친스키는 러시아의 산업발전을 가로막는 장애물은 기술의 문제가 아니라 정치사회적 문제라고 생각했다. 그는 러시아 공학자들이 세계와 경쟁할 역량을 갖추지 못한 것은 문제를 학술적으로 다룰 수 있는 능력이 없어서 모든 것을 순전히 기술적인 것으로 받아들였기 때문이라며,  공학자들이 산업과 경제의 동역학을 알기 위해 정치경제학을 배워야 한다고 생각했다.
팔친스키는 소련공산당이 러시아의 국력을 재건하는 데 협조했다. 그러나 자신이 소속된 조직을 당이 장악하려 하는 것을 강하게 혐오했다. 이 시기부터 볼셰비키는 모스크바에서 하달되는 초대형 개발 프로젝트들(드네프르 수력발전소, 마그니토고르스크, 백해운하)을 강조하기 시작했다. 이런 초대형 프로젝트들은 건설현장 현지의 상황을 고려하지 않았고, 체제선전을 위한 신속한 건설을 추구하여 안전을 도외시함으로써 엄청난 수의 산재사망자를 발생시켰으며, 죄수들에게 노역을 시켜 노동을 처벌로 만들었다. 팔친스키는 현지 상황을 반영하고 안전수단을 확충할 것을 제안했으나 받아들여지지 않았다. 그는 공산당이 주도한 거대산업 프로젝트들을 비판하기 시작했고, 결국 1928년 4월 체포되었다. 팔친스키는 소위 산업당 사건이라는 조작공안사건의 수괴로 지목되었으나, 고문에도 불구하고 끝까지 거짓자백을 거부했다. 그 결과 공개재판과 자아비판의 사법살인 절차조차도 없이 비밀리에 총살된 뒤 암매장되었다.
과학사학자 로렌 그레이엄이 표트르 팔친스키를 연구해 평전 『처형당한 엔지니어의 유령』을 썼다.